# TT297
TT297 (Theban Tomb 297) è la sigla che identifica una delle Tombe dei Nobili ubicate nell'area della cosiddetta Necropoli Tebana, sulla sponda occidentale del Nilo dinanzi alla città di Luxor, in Egitto. Destinata a sepolture di nobili e funzionari connessi alle case regnanti, specie del Nuovo Regno, l'area venne sfruttata, come necropoli, fin dall'Antico Regno e, successivamente, sino al periodo Saitico (con la XXVI dinastia) e Tolemaico.

## Titolare
TT297 era la tomba di:
| Titolare                                         | Titolo                                                      | Necropoli  | Dinastia/Periodo                     | Note |
| ------------------------------------------------ | ----------------------------------------------------------- | ---------- | ------------------------------------ | ---- |
| Amenemopet, detto anche Djehutynefer, o Thonefer | Scriba contabile del granaio di Amon, Supervisore dei campi | El-Assasif | inizi XVIII dinastia (Amenhotep II?) |      |

## Biografia
Nessuna notizia biografica ricavabile dalla tomba; lo stesso nome del titolare, nonché i suoi titoli, sono stati ricavati dal cono funerario oggi presso il Petrie Museum di Londra.

## La tomba
TT297 si struttura, planimetricamente, secondo lo schema a "T rovesciata tipica delle sepolture del periodo: a un breve corridoio segue una sala trasversale da cui si diparte una camera perpendicolare alla prima. Solo la sala trasversale presenta rappresentazioni parietali, peraltro danneggiate: a sinistra dell'ingresso (1 in planimetria) carico di grano su alcune navi e una fanciulla in presenza del defunto e della moglie. Sulla parete opposta (2), il defunto e la moglie seduti; su altra parete (3), in tre registri sovrapposti, un figlio, con portatori di offerte, offre mazzi di fiori al defunto e alla moglie; operazioni per il calcolo del raccolto con sistemazione di pietre di confine, carri trainati da muli e uomini a caccia di quaglie; il carro del defunto trainato da cavalli e un uomo con un toro. Sulla parete opposta (4)scena di banchetto funebre in presenza del defunto e della moglie, con un'arpista e una danzatrice.

### Annotazioni
1. ↑  La numerazione dei locali e delle pareti segue quella di Porter e Moss 1927, p. 370.
2. ↑  La prima numerazione delle tombe, dalla numero 1 alla 252, risale al 1913 con l'edizione del "Topographical Catalogue of the Private Tombs of Thebes" di Alan Gardiner e Arthur Weigall. Le tombe erano numerate in ordine di scoperta e non geografico; ugualmente in ordine cronologico di scoperta sono le tombe dalla 253 in poi.
3. ↑  I campi della Duat, ovvero l'aldilà egizio, si trovavano, secondo le credenze, proprio sulla riva occidentale del grande fiume.
4. ↑  Nella sua epoca di utilizzo, l'area era nota come "Quella di fronte al suo Signore" (con riferimento alla riva orientale, dove si trovavano le strutture dei Palazzi di residenza dei re e i templi dei principali dei) o, più semplicemente, "Occidente di Tebe".
5. ↑  le Tombe dei Nobili, benché raggruppate in un'unica area, sono di fatto distribuite su più necropoli distinte.
6. ↑  Le note, sovente di inquadramento topografico della tomba, sono tratte, fino alla TT252, dal "Topographical Catalogue" di Gardiner e Weigall, ed. 1913 e fanno perciò riferimento alla situazione dell'epoca.
7. ↑  Nome del titolare e titoli ricavati da Cono funerario.
8. ↑  Presso il Petrie Museum di Londra sono conservati 35 coni funerari relativi ad altrettante tombe della Necropoli tebana; in alcuni casi non è stato possibile associare i coni alle relative sepolture.

### Fonti
1. ↑  Gardiner e Weigall 1913.
2. ↑  Donadoni 1999,  p. 115.
3. ↑  Porter e Moss 1927, p. 379.
4. ↑  (EN) Elenco dei coni funerari presenti nella collezione del Petrie Museum:, su ucl.ac.uk. URL consultato l'08.10.2018.
5. 1 2  Porter e Moss 1927,  p. 379.